# Nowe Miasto Lubawskie
Nowe Miasto Lubawskie ['nɔvɛ 'mjastɔ lu'bafskʲɛ] (deutsch Neumark in Westpreußen) ist eine Stadt in der polnischen Woiwodschaft Ermland-Masuren mit etwa 11.000 Einwohnern.

## Geographische Lage
Die Stadt liegt in der historischen Landschaft Kulmerland, im ehemaligen Westpreußen an der Drewenz, etwa 55 Kilometer südöstlich von Marienwerder (Kwidzyn) und 54 Kilometer östlich von Graudenz (Grudziądz).

## Geschichte

Neumark südöstlich von Marienwerder und westlich von Graudenz auf einer Landkarte von 1908.

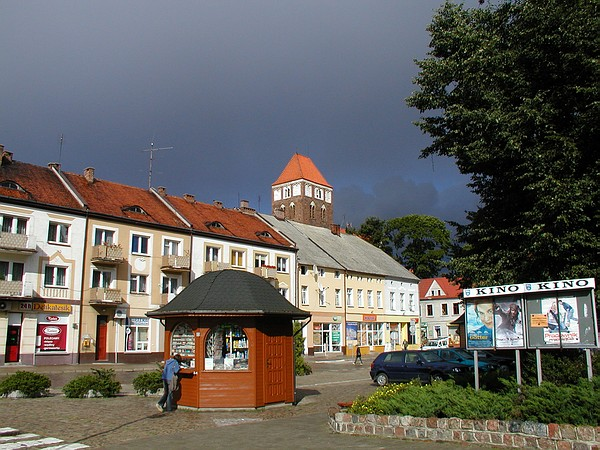
Marktplatz

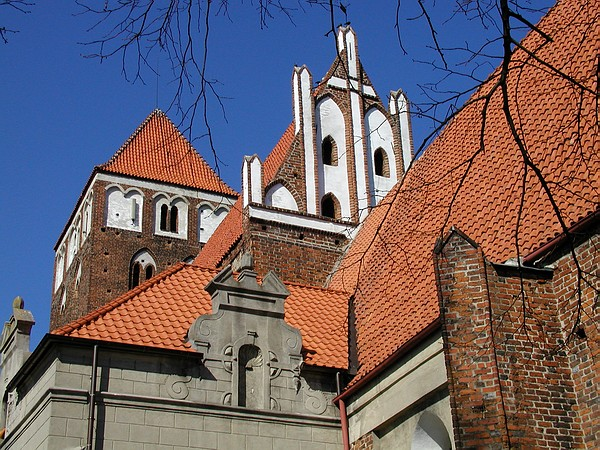
Basilika

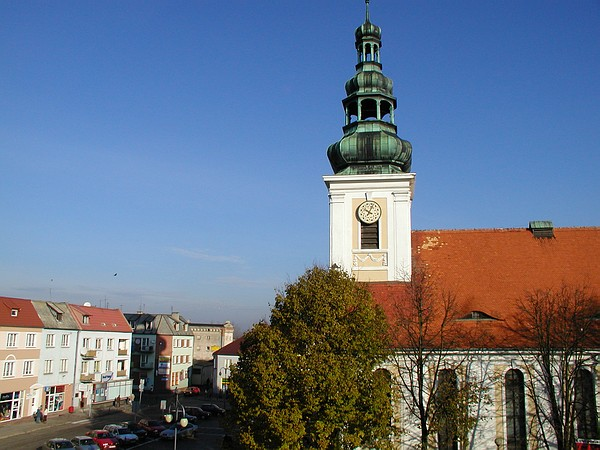
Kirche am Marktplatz

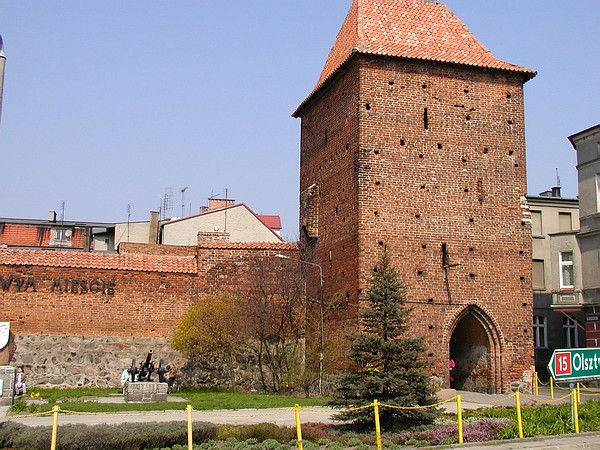
Mittelalterliches Stadttor

Neumark erhielt das Stadtrecht im Jahr 1325 zur Zeit der Herrschaft des Deutschordensstaats Preußen. Zu dem Zeitpunkt begannen die Bauarbeiten zur Basilika St. Thomas Apostel, 1454 wurde die Stadt Mitglied des Preußischen Bunds. Später gehörte sie zu dem autonomen Königlichen Preußen, das sich freiwillig der Oberhoheit der Krone Polens unterstellt hatte. Durch sein Dekret vom 16. März 1569 auf dem Lubliner Sejm kündigte König Sigismund II. August die Autonomie Westpreußens unter Androhung herber Strafen einseitig auf, weshalb die Oberhoheit des polnischen Königs in diesem Teil des ehemaligen Gebiets des Deutschen Ordens von 1569 bis 1772 als Fremdherrschaft empfunden wurde.
Im Rahmen der ersten polnischen Teilung kam Neumark, das zu Königlich Preußen gehört hatte, 1772 zu Preußen.
Neumark war seit 1818 die Hauptstadt des Landkreises Löbau im westpreußischen Regierungsbezirk Marienwerder. Sie hatte zum Ende des 19. Jahrhunderts eine evangelische und eine katholische Kirche, ein Progymnasium, ein Amtsgericht, eine Dampfschneidemühle, Getreidehandel. Im Jahr 1890 bekannten sich von insgesamt 2723 Einwohnern etwa 800 zum Polentum. 1553 Einwohner waren römisch-katholischen Glaubens, 842 waren evangelischer Konfession, und 328 jüdisch. Nördlich der Ortsgrenze lag das Kloster Maria Lonk, ein berühmter Wallfahrtsort.
Im Jahr 1902 erhielt Neumark einen Bahnhof an der Bahnstrecke Strasburg – Deutsch Eylau, 1910 kam die Bahnstrecke Neumark – Zajonczkowo hinzu. Am Anfang des 20. Jahrhunderts hatte Neumark eine evangelische Kirche, eine katholische Kirche, eine Synagoge, ein Progymnasium, ein Amtsgericht und ein Elektrizitätswerk.
Nach dem Ersten Weltkrieg musste die Stadt aufgrund der Bestimmungen des Versailler Vertrags trotz deutschsprachiger Mehrheit 1920 zum Zweck der Einrichtung des Polnischen Korridors mit dem ganzen Landkreis Löbau an Polen abgetreten werden.
Im Jahr 1934 kündigte die polnische Staatsregierung den in Versailles am 28. Juni 1919 abgeschlossenen Minderheitenschutzvertrag zwischen den Alliierten und Assoziierten Hauptmächten und Polen einseitig auf. Nach dem Überfall auf Polen im September 1939 wurde das Kreisgebiet vom Deutschen Reich annektiert. Neumark wurde dem Reichsgau Danzig-Westpreußen zugeordnet, zu dem es bis 1945 gehörte.
Während der nationalsozialistischen Besetzung fanden in der Stadt zahlreiche Massenhinrichtungen polnischer Bürger statt. Als besonders bekannt gilt die Hinrichtung am 7. Dezember 1939 auf der Straße ulica Kopernika.
Gegen Ende des Zweiten Weltkriegs besetzte im Frühjahr 1945 die Rote Armee die Region. Soweit deutsche Einwohner nicht geflohen waren, wurden sie in der Folgezeit von der polnischen Administration aus Neumark vertrieben.

### Bevölkerungsentwicklung bis 1945
| Jahr | Einwohner | Anmerkungen |
| ---- | --------- | --- |
| 1785 | 0 809     | ohne die Garnison (eine Schwadron eines 1773 gebildeten Husarenregiments), meistens Polen |
| 1802 | 0 845     | [ 8 ] |
| 1816 | 0 976     | davon 190 Evangelische, 642 Katholiken und 44 Juden |
| 1821 | 1112      | [ 8 ] |
| 1831 | 1188      | meistens Polen |
| 1864 | 1898      | davon 594 Evangelische und 975 Katholiken |
| 1871 | 2210      | darunter 650 Evangelische und 1100 Katholiken (680 Polen) |
| 1875 | 2371      | [ 5 ] |
| 1880 | 2742      | [ 5 ] |
| 1885 | 2678      | |
| 1890 | 2723      | davon 842 Protestanten, 1533 Katholiken und 328 Juden (800 Polen) |
| 1905 | 3800      | davon 1125 Protestanten und 297 Juden |
| 1910 | 4144      | am 1. Dezember, davon 1702 mit deutscher Muttersprache (darunter 1176 Evangelische, 278 Katholiken, 238 Juden und zehn Sonstige) und 2368 mit polnischer Muttersprache (sieben Evangelische und 2361 Katholiken) |
| 1921 | 3721      | davon 250 Deutsche |
| 1943 | 4884      | [ 13 ] |

| Jahr | Einwohner |
| ---- | --------- |
| 1992 | 10.300    |
| 1998 | 10.800    |
| 2006 | 11.036    |

## Partnerstädte
Hude (Oldenburg) (Deutschland)
Weiterhin ist die Stadt Mitglied im Stadtverbund Neustadt in Europa.

## Landgemeinde
Die Landgemeinde Nowe Miasto Lubawskie wurde 1973 gegründet. Die namensgebende Stadt Nowe Miasto Lubawskie ist jedoch weder Teil noch Verwaltungssitz dieser Gemeinde, den das Dorf Mszanowo darstellt. Die Gemeinde hat auf einer Fläche von 138 km² 8311 Einwohner (31. Dezember 2020).

## Ordensburg Bratian
Im heutigen Ortsteil Bratian befinden sich die Ruinen der Burg Bratian (oder Brattian oder Brathan). Der Bau der Burg des Deutschen Ordens erfolgte 1343 unter Jakob von Reinach. Am 13. Dezember 1466 wurde Bratian im Zweiten Frieden von Thorn an das Königreich Polen abgetreten.

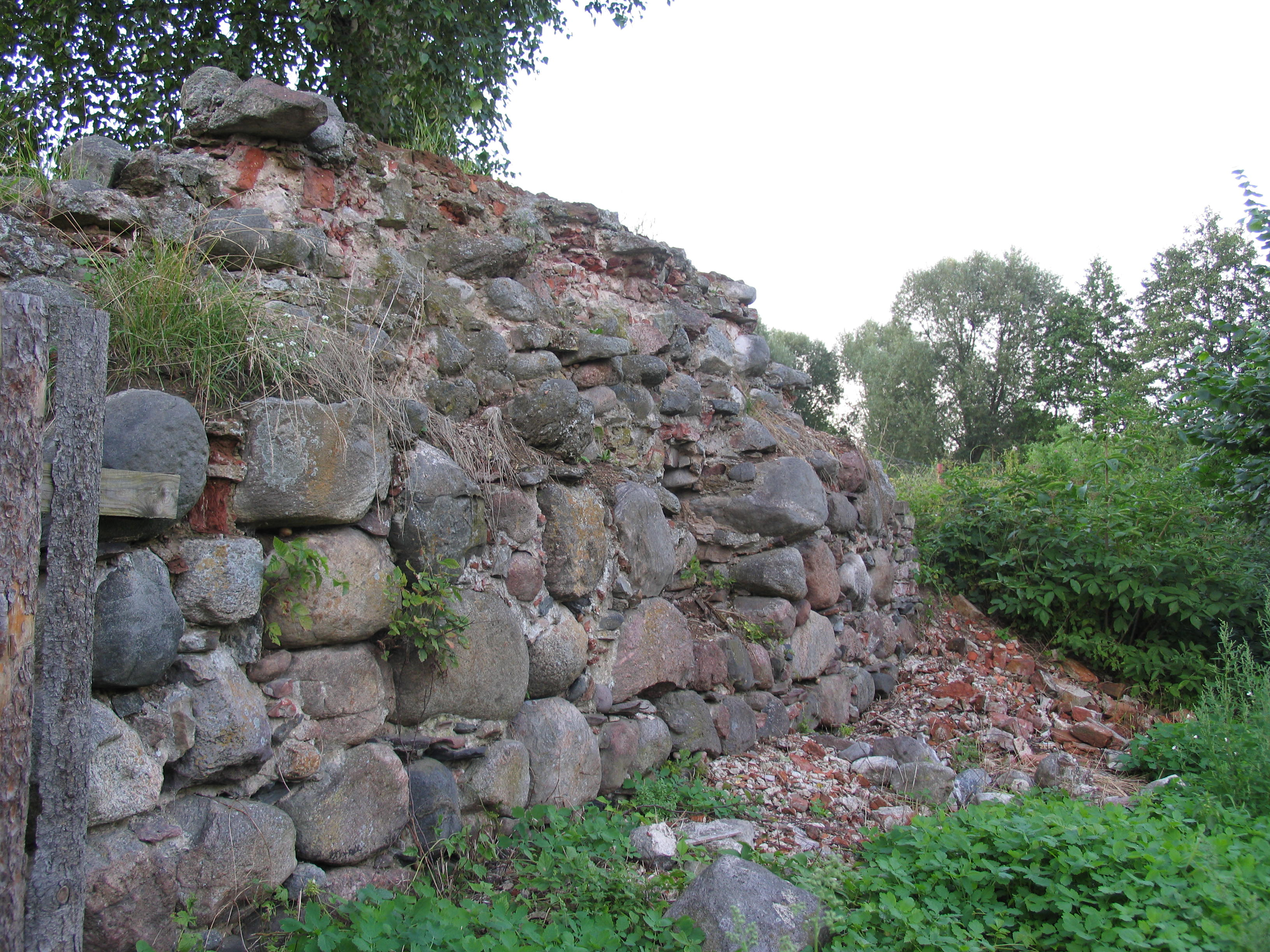
Burgruine
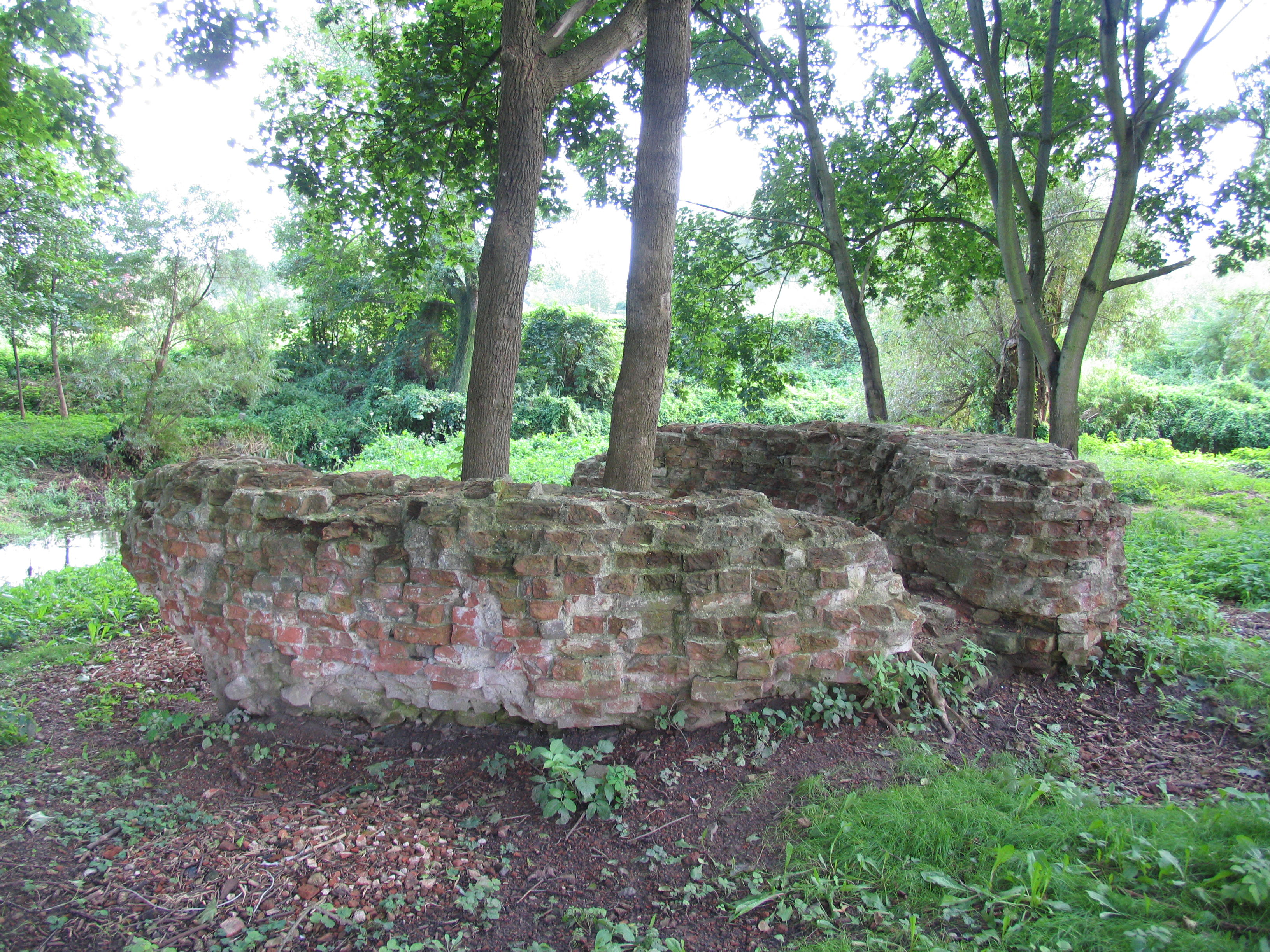
Burgruine
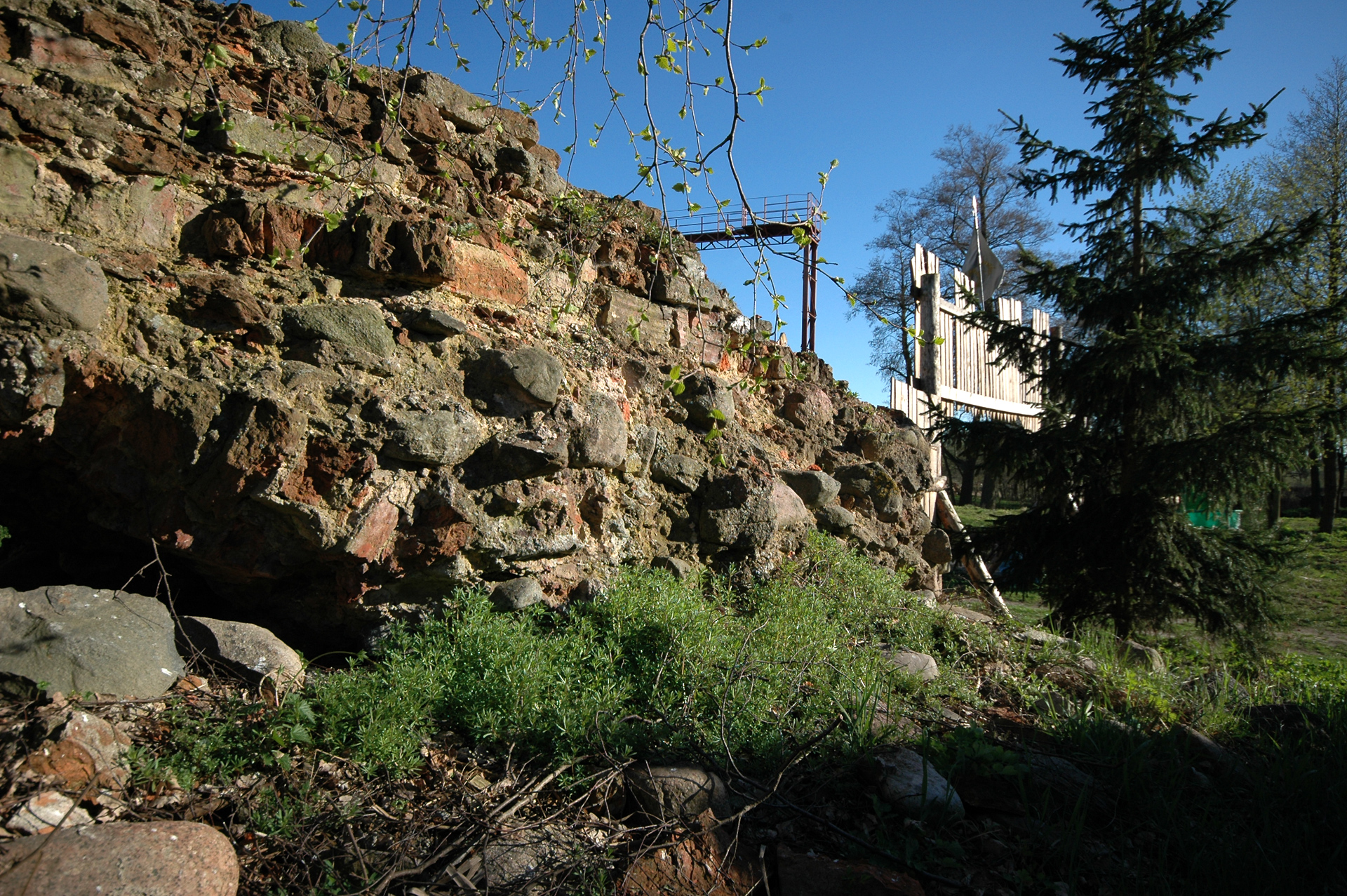
Burgruine

## Verkehr
Im Bahnhof Nowe Miasto Lubawskie zweigte die Bahnstrecke Nowe Miasto Lubawskie–Zajączkowo Lubawskie von der Bahnstrecke Tama Brodzka–Iława ab. Die erste ist seit 1988, die zweite seit 2000 außer Betrieb.

## Söhne und Töchter
- Harry von Posadowsky-Wehner (1869–1923), deutscher Marineoffizier
- Louis Zobel (1870–1964), Politiker in Berlin
- Nikolaus von Vormann (1895–1959), General der Panzertruppe
- Hans Salomon Landshut (1897–1944), Arzt, Opfer des Nationalsozialismus
- Ruth Weyher (1901–1983), Stummfilmschauspielerin
- Maria Jacobi (1906–1994), Politikerin
- Leszek Werner (1937–2014), Organist und Musikpädagoge
- Zyta Gilowska (1949–2016), Wirtschaftswissenschaftlerin und Politikerin
- Marek Ochlak (* 1966), römisch-katholischer Bischof von Fenoarivo Atsinanana in Madagaskar